# Rozszerzenie algebraiczne
Rozszerzenie algebraiczne – w teorii ciał rozszerzenie {\displaystyle L} ciała {\displaystyle K,} którego każdy element jest algebraiczny nad {\displaystyle K.}
Rozważania nad rozszerzeniem ciała {\displaystyle K} o pewien element {\displaystyle a,} należący do ciała {\displaystyle L,} które samo stanowi rozszerzenie ciała {\displaystyle K,} Jerzy Browkin zaczyna od wprowadzenia pewnego homomorfizmu {\displaystyle \varphi ,} mianowicie takiego, który elementom pierścienia wielomianów {\displaystyle K[x]} przyporządkowywać będzie wartość, jaką dany wielomian przyjmuje po podstawieniu za {\displaystyle x} {\displaystyle a.} Formalizując,
{\displaystyle \varphi (f(x))=f(a)}.
Jądrem skonstruowanego w ten sposób homomorfizmu będzie zbiór tych tylko wielomianów z {\displaystyle K[x],} które przyjmują dla zmiennej {\displaystyle a} wartość {\displaystyle 0.} W dalszym ciągu przywołać należy, że {\displaystyle L} stanowi ciało, a każde ciało jest dziedziną całkowitości. Dowodzi się zaś, że jeśli dany pierścień ilorazowy {\displaystyle P/I} jest dziedziną całkowitości, to ideał {\displaystyle I} jest pierwszy. Skoro tak, to i jądro rozpatrywanego homomorfizmu {\displaystyle \varphi } musi być ideałem pierwszym. Pierścień wielomianów ma ideały pierwsze w postaci bądź ideału zerowego, bądź to ideałów maksymalnych, a każdy ideał tego pierścienia jest główny – skoro więc ma być to jednocześnie ideał maksymalny, będzie on generowany przez pewien wielomian nierozkładalny.
W pierwszym przypadku jądrem {\displaystyle \varphi } może być wielomian zerowy. Oznacza to, że żaden inny wielomian nie znika dla elementu {\displaystyle a.} Element ten, nie będąc pierwiastkiem żadnego niezerowego wielominanu, określa się jako przestępny. Homomorfizm {\displaystyle \varphi } będzie wtedy zanurzeniem. Wskazuje się wtedy izomorfizm pomiędzy zbiorem {\displaystyle f(a)} a {\displaystyle K[x]} i podobnie między zbiorem ilorazów elementów tego zbioru z {\displaystyle K(x).} Dowodzi się w takim wypadku, że {\displaystyle K(a)} jest izomorficzne z ciałem funkcji wymiernych od {\displaystyle x,} co wskazuje na nieskończenie liczną bazę rozszerzenia {\displaystyle (K(a):K)}.
W drugim przypadku jądrem {\displaystyle \varphi } będzie ideał generowany przez pewien wielomian nierozkładalny {\displaystyle f,} taki, że {\displaystyle a} stanowi jego pierwiastek. Taki element rozszerzenia, będący pierwiastkiem niezerowego wielomianu z pierścienia {\displaystyle K[x],} nazywa się elementem algebraicznym nad tym ciałem. Wobec powyższego każdy wielomian {\displaystyle g} wzięty z {\displaystyle K[x],} jeśli znika po podstawieniu {\displaystyle a} za {\displaystyle x,} to należy do jądra {\displaystyle \varphi .} Z uwagi na właściwości tegoż jądra musi więc być wielokrotnością {\displaystyle f.} Czyni to ten ostatni jedynym nierozkładalnym wielomianem przyjmującym dla {\displaystyle x} wartość {\displaystyle 0}. W dalszych rozważaniach korzysta się z twierdzenia o izomorfizmie. Wynika z niego, że izomorficzne w stosunku do siebie są dwa pierścienie, z których pierwszy to {\displaystyle \varphi (K[x]),} a drugi to pierścień ilorazowy {\displaystyle K[x]} przez {\displaystyle (f).} Jako że {\displaystyle (f)} oznacza tutaj ideał maksymalny generowany przez {\displaystyle f,} drugi pierścień jest ciałem. Wobec izomorfizmu oba pierścienie to ciała. Pamiętając, że {\displaystyle \varphi } przyporządkowuje wielomianowi z {\displaystyle K[x]} jego wartość dla {\displaystyle a,} dochodzi się do wniosku, że {\displaystyle \varphi (K[x])=K(a)}.
Więcej informacji na temat ciała {\displaystyle K(a)} otrzymać można, przedstawiając dowolny wielomian {\displaystyle g} należący do {\displaystyle K[x]} w postaci {\displaystyle g(x)=h(x)\cdot f(x)+r(x),} gdzie {\displaystyle h} stanowi iloraz z dzielenia {\displaystyle g} przez {\displaystyle f,} a {\displaystyle r} stanowi resztę z tego dzielenia (i dlatego stopień wielomianu {\displaystyle r} winien być mniejszy od stopnia {\displaystyle f}). Po podstawieniu {\displaystyle a} w miejsce {\displaystyle x} okazuje się, że {\displaystyle h(a)\cdot f(a)} się zeruje i {\displaystyle g(a)=r(a).} Wobec tego {\displaystyle K(a)=\{r\in K[x]\},} pamiętając o warunku nałożonym na stopień {\displaystyle r.} Można wykazać jednoznaczność przedstawienia elementów {\displaystyle K(a)} poprzez {\displaystyle r(a).} Oznacza to, że każdy element należący do {\displaystyle K(a)} stanowi kombinację liniową elementów tworzonych poprzez podnoszenie {\displaystyle a} do potęg od {\displaystyle 0} do o {\displaystyle 1} mniejszej od stopnia {\displaystyle f.} Wobec tego zbiór tych potęg elementu {\displaystyle a} stanowić będzie bazę dokonanego rozszerzenia. Ma ona dokładnie tyle elementów, ile wynosił stopień {\displaystyle f}.
Z przeanalizowanych przypadków wynika, że w przypadku rozszerzenia ciała {\displaystyle K} o element algebraiczny nad tym ciałem {\displaystyle a} zawsze {\displaystyle (K(a):K)} jest liczbą skończoną. Liczbę tę określa się jako stopień elementu {\displaystyle a} względem ciała {\displaystyle K}. Stopień ten w przeanalizowanym przypadku równa się stopniowi rozpatrywanego nierozkładalnego wielomianu {\displaystyle f,} który przyjmuje wartość {\displaystyle 0} po podstawieniu doń tego elementu i zwany jest sam wielomianem minimalnym dla tegoż elementu.
Powyższe rozważania można rozszerzyć na dowolną liczbę elementów z {\displaystyle L.} Dla elementów algebraicznych nad {\displaystyle K} od {\displaystyle a_{1}} do {\displaystyle a_{n}} {\displaystyle K(a_{1},...,a_{n})=\{g(a_{1},...,a_{n}):g\in K[x_{1},...,x_{n}]\}} i {\displaystyle (K(a_{1},...,a_{n}):K)} również jest liczbą skończoną.
Jeżeli więc dla danego ciała {\displaystyle L,} które stanowi rozszerzenie ciała {\displaystyle K,} dla dowolnego jego elementu {\displaystyle a\in L} zachodzi druga opisana sytuacja, to znaczy każdy element rzeczonego rozszerzenia jest algebraiczny nad {\displaystyle K,} a żaden nie jest przestępny, to wtedy {\displaystyle L} stanowi rozszerzenie algebraiczne {\displaystyle K}.
Jak wynika z powyższych rozważań, rozszerzenie algebraiczne jest skończone. Prawdą jest także implikacja w drugą stronę: mianowicie każde rozszerzenie skończone ciała jest zarazem algebraiczne. Jeśli bowiem {\displaystyle (L:K)} jest skończone, to dla każdego elementu {\displaystyle a} wziętego z {\displaystyle L} rozszerzenie {\displaystyle K(a)} będzie podciałem {\displaystyle L.} Wobec tego {\displaystyle (K(a):K)} nie będzie mogło być większe od {\displaystyle (K:L),} które przyjmuje skończoną wartość. W efekcie {\displaystyle (K(a):K)} także będzie miało wartość skończoną. Wobec tego rozszerzenie to będzie podpadać pod drugi z rozważanych przykładów i element {\displaystyle a} będzie algebraiczny nad tym ciałem. Jako że tyczy się to dowolnego elementu wybranego z ciała {\displaystyle L,} rozszerzenie musi więc być algebraiczne.